# Révész Vidor
Révész Vidor (Teregova, 1886. február 15. – Budapest, Terézváros, 1939. május 1.) orvos, röntgenológus.

## Élete
Révész Jakab (1851–1920) adóügyi szaklap munkatárs és Weitlinger Vilma (1862–1936) gyermekeként született zsidó családban. Apja 1882-ben változtatta családnevét Rosenfeldről Révészre.
A Budapesti V. kerületi Magyar Királyi Állami Főgimnáziumban érettségizett, majd tanulmányait a Budapesti Tudományegyetemen folytatta, ahol 1910 novemberében orvosi oklevelet nyert. Ugyanettől az évtől a Budapesti Tudományegyetemre kerül tanársegédnek Alexander Béla mellé. Az évtized második felétől a Park-szanatórium röntgen főorvosaként dolgozott. 1932 márciusában kinevezték a Szanatórium igazgató főorvosává. A Magyar Röntgen Társaságnak előbb főtitkára, majd elnöke volt. Az Orvostudományi Szemle röntgenológiával foglalkozó részét megalakulásától (1926) kezdve szerkesztette. Jelentős vizsgálatokat végzett az epehólyag, a gyomor és a vese betegségeinek radiológiai diagnosztikája terén. Nagyszámú közleményt publikált.
Első felesége Benze Mária volt (elváltak). Második házastársa Login Antónia Borbála (1894–1971) volt, akit 1928. április 7-én Budapesten, a Terézvárosban vett nőül. Első házasságából született gyermeke Révész Gabriella (1912–?), férjezett Abonyi Andorné.
A Kozma utcai izraelita temetőben nyugszik.